# Milewskie
Milewskie – wieś w Polsce położona w województwie podlaskim, w powiecie monieckim, w gminie Jasionówka.
Wieś królewska (sioło) Czarna, należąca do wójtostwa chrabołowskiego starostwa knyszyńskiego w 1602 roku, położona była w 1795 roku w ziemi bielskiej województwa podlaskiego. W latach 1954–1959 wieś należała i była siedzibą władz gromady Milewskie, po jej zniesieniu w gromadzie Zofiówka. W latach 1975–1998 miejscowość administracyjnie należała do województwa białostockiego.
Wieś założona przez drobną, zubożałą szlachtę około 1556 r. we włości knyszyńskiej. Początkowo nosiła nazwę Czarna. Została ona osadzona ziemianami czorniewskimi o nazwiskach Milewscy, Kamińscy, Olszewscy i Rutkowscy według inwentarza z 1565 r. Była to szlachta pochodząca z Mazowsza.
1 kwietnia 1954 r. Milewskie weszły w skład nowo utworzonego powiatu monieckiego, którego stolicą jako jedynego w Polsce była osada.
Wierni kościoła rzymskokatolickiego należą do parafii Świętej Trójcy w Jasionówce.